# Републикански път III-2007
Републикански път IIІ-2007 е третокласен път, част от Републиканската пътна мрежа на България, преминаващ изцяло по територията на Шуменска област, Община Каспичан. Дължината му е 10,2 km.
Пътят се отклонява наляво при 131,3 km на Републикански път I-2 в северозападната част на град Каспичан и се насочва на северозапад през Плисковското поле. Преминава през град Плиска и в центъра на село Златна нива се свързва с Републикански път III-7003 при неговия 35,8 km.
| Пътища, отклоняващи се надясно (населено място, № на пътя, посока на пътя)                                                              | km   | Пътища, отклоняващи се наляво (посока на пътя, № на пътя, населено място)  |
| --- | ---- | -------------------------------------------------------------------------- |
| Община Каспичан, I-2, 131,3 km, гр. Каспичан ←                                                                                          | 0,0  | ← гр. Каспичан, 131,3 km, I-2, Община Каспичан                             |
| (за гр. Нови пазар) общински път, гр. Плиска ← (за НИАР „Плиска“) общински път, гр. Плиска ← (за с. Върбяне) общински път, гр. Плиска ← | 4,9  | гр. Плиска                                                                 |
| (от с. Пристое) III-7003, 35,8 km, с. Златна нива →                                                                                     | 10,2 | → с. Златна нива, 35,8 km, III-7003 (до 115,2 km на I-2 и 115,8 km на I-7) |